# Aarzemnieki
Aarzemnieki je německo–lotyšská skupina. V květnu reprezentovali Lotyšsko na Eurovision Song Contest 2014 v Dánsku s písní "Cake to Bake". Do finálové části soutěže nepostoupili. Lotyšsko se naposledy dostalo do finálové části soutěže v roce 2008 v Bělehradě s písní "Wolwes of the Sea" skupiny Pirates of the sea.
Frontman skupiny, Jöran Steinhauer je německé národnosti.